# Daniel Fernández Torres
Daniel Fernández Torres (ur. 27 kwietnia 1964 w Chicago) – amerykański duchowny katolicki. Biskup diecezji Arecibo w Portoryko w latach 2010–2022.

## Życiorys
Święcenia kapłańskie przyjął w dniu 7 stycznia 1995 roku w diecezji Arecibo. Po święceniach i studiach w Rzymie został wikariuszem parafialnym, a następnie rektorem diecezjalnego seminarium. W 2006 został proboszczem jednej z parafii w Arecibo.
W dniu 14 lutego 2007 roku został mianowany biskupem pomocniczym archidiecezji San Juan de Puerto Rico z tytularną stolicą Sufes. Sakrę biskupią przyjął w dniu 21 kwietnia 2007 roku. W dniu 24 września 2010 roku został mianowany biskupem diecezji Arecibo, zaś 3 października 2010 kanonicznie objął urząd.
W latach 2012–2015 pełnił funkcję sekretarza generalnego portorykańskiej Konferencji Episkopatu.
9 marca 2022 papież Franciszek usunął go z urzędu biskupa Arecibo.